# Estensoro
Estensoro ( 22 de setembro de 1955, Haras do Arado, Porto Alegre, Rio Grande do Sul -  _  de  _  de  _  , Haras do Arado, Porto Alegre, Rio Grande do Sul ) foi um thoroughbred (cavalo puro sangue inglês de corrida (PSI)), de pelo alazão,  que atuou de forma vitoriosa nas pistas, transformando-se no maior ídolo equestre de sua época no sul do Brasil. 
Venceu 13  competições em pista de areia, incluindo as três competições da Tríplice Coroa (1959) até  o  Grande Premio Bento Gonçalves de 1958 e o Grande Premio Protetora do Turfe de 1959  além de outras relevantes. 

## Competições
Estensoro correu no Hipódromo dos Moinhos de Vento em treze oportunidades. Na estréia em 1958 - largou muito mal - porque assustou-se da fita na largada. Assim mesmo foi segundo lugar para outro potro de nome ¨Senhoraço¨. Montava-o na ocasião o jóquei Mario Joaquim Rossano. Venceu depois por 12 vezes - uma prova comum e 11 provas clássicas entre elas o ¨Grande Premio Bento Gonçalves¨ de 1958. Foi correr o ¨Grande Premio Brasil de 1959¨ e ¨bateu¨ o recorde da distância da prova na semana do grande premio. No dia da prova apresentou-se febril - assim mesmo disputou a grande prova e fracassou - por estar doente e por ser a primeira vez que corria em pista de grama. Foi recordista varias vezes na pista do Hipódromo dos Moinhos de Vento - batendo até seus próprios recordes. Foi ¨Tríplice Coroado¨ - na época - juntamente com ¨Dinâmico do Sul¨. Formou junto com o jóquei Antônio Ricardo ¨o melhor binômio¨ já visto correr na história do turfe gaúcho. Gilberto Werner.

## Fim da carreira
Afastou-se das pistas por lesão, ingressando na reprodução no Haras de seu nascimento.
Entre seus descendentes estão vários reprodutores; seu filho Estentor, venceu o Grande Prêmio Paraná  de 1970.